# Serotonin
Serotonin (5-hidroksitriptamin, 5-HT) je jedan od glavnih neurotransmitera središnjeg živčanog sustava. Pripada skupini monoaminskih neurotransmitora, zajedno s dopaminom, noradrenalinom i dr. Ovisno o receptoru, može imati i inhibicijsko i ekscitacijsko djelovanje.

## Funkcije

### Živčani sustav
Većina neurona koji proizvode i luče serotonin nalaze se u jezgrama rafe (raphe nuclei), smještene u moždanom deblu. Ti neuroni protežu se svojim aksonima do gotovo svakog dijela središnjeg živčanog sustava te zajedno tvore serotonergički sustav.

Kao jedan od glavnih neurotransmitora, serotonin sudjeluje u regulaciji fine mišićne kontrakcije, tjelesne temperature, apetita, osjećaja boli, ponašanja, raspoloženja, krvnog tlaka i disanja. Kada je u ravnoteži, daje osjećaj zadovoljstva i mentalne opuštenosti. Smatra se da ima ulogu u patogenezi migrene.
Promjene njegove koncentracije unutar mozga mogu dovesti do različitih poremećaja, na primjer depresije, anksioznosti, agresije, prisilnog ponašanja i poremećaja spavanja. Vrlo je razvijena grana farmakologije[nedostaje izvor] koja se bavi liječenjem poremećaja serotonina, tako da danas postoje brojni lijekovi koji reguliraju njegovu razinu u mozgu i na taj način dovode do povlačenja simptoma bolesti.

### Probavni sustav
Druga vrsta stanica koje proizvode i luče serotonin su enterokromafine stanice, smještene u epitelu probavnog trakta. 
Serotonin u probavnom sustavu regulira molitet crijeva. Toksini u hrani i druge tvari mogu dodatno stimulirati lučenje serotonina. Pri visokim koncentracijama serotonin izaziva proljev i povraćanje.

## Biosinteza i metabolizam[4]
Serotonin se stvara u mozgu i probavnom traktu. U krvi se pohranjuje u krvnim pločicama.
Biosinteza kreće iz aminokiseline triptofana. Triptofan se hidroksilira u položaju 5 pomoću enzima triptofan-hidroksilaze (TPH). Nastali 5-hidroksitriptofan (5-HTP) se potom dekarboksilira pomoću dekarboksilaze aromatskih aminokiselina (AAAD), enzima koji sadrži piridoksal fosfat (aktivni oblik vitamina B6 ) kao kofaktor. Dekarboksilacijom nastaje 5-hidroksitriptamin (serotonin).

Serotonin je ujedno i prekursor u biosintezi melatonina, hormona pinealne žlijezde koji sudjeluje u regulaciji sna i cirkadijanog ritma. 
U razgradnji serotonina sudjeluje enzim monoaminooksidaza (MAO-A i MAO-B). Inhibicija ovog enzima može povećati razinu serotonina, stoga je monoaminooksidaza meta nekih lijekova (MAOI).

## 5-HT receptori
Serotonin ispoljava svoje učinke tako da se veže na 5-HT receptore, aktivira ih i izazove biološki odgovor.
5-HT receptori se nalaze u središnjem i u perifernom živčanom sustavu.  
Dijele se u 7 skupina koje sveukupno obuhvaćaju 14 tipova receptora.
Svi tipovi 5-HT receptora su metabotropni (GPCR - receptori vezani na G-proteine), osim 5-HT3 receptora koji je ionotropan (receptor povezan s Na+/K+ ionskim kanalom).

- 5-HT1
  - 5-HT1A
  - 5-HT1B
  - 5-HT1D
  - 5-HT1E
  - 5-HT1F
- 5-HT2
  - 5-HT2A
  - 5-HT2B
  - 5-HT2C
- 5-HT3
- 5-HT4
- 5-HT5
  - 5-HT5A
  - 5-HT5B
- 5-HT6
- 5-HT7

## Lijekovi koji djeluju na serotonergički sustav (serotonergici)
- Anksiolitici
  - 5-HT1A agonisti (buspiron)
- Antidepresivi
  - Inhibitori ponovne pohrane serotonina
    - SSRI (sertralin, citalopram, fluoksetin, paroksetin, fluvoksamin)
    - SNRI (venlafaksin, duloksetin)
    - TCA
    - gospina trava

  - Modulatori 5-HT receptora
  - Inhibitori monoaminooksidaze (MAOI)
- Psihostimulansi
  - Inhibitori ponovne pohrane serotonina (kokain)
  - "Serotonin-otpuštajući agensi" (eng. serotonin releasing agents, SRA) (MDMA)
- Halucinogeni
  - 5-HT1A/2A/2C agonisti (LSD, DMT, meskalin, psilocibin)
- Antiemetici
  - 5-HT3 antagonisti (ondansetron, granisetron, tropisetron)
- Antimigrenici
  - 5-HT1 antagonisti (ergotamin)
  - 5-HT1B/1D agonisti (sumatriptan, zolmitriptan,rizatriptan)
- Laksativi
  - 5-HT4 agonisti (prukaloprid)
- Opioidi
  - Tramadol
  - Metadon

### Serotoninski sindrom
Primjena dviju ili više lijekova (ili jednog, u visokim dozama) koji povećavaju razinu serotonina može uzrokovati serotoninski sindrom, stanje koje može biti opasno po život. 
Simptomi uključuju povišenu tjelesnu temperaturu, nemir, povećane reflekse, drhtanje, znojenje, raširene zjenice i proljev.
Serotoninski sindrom se može javiti, primjerice, ako se u kombinaciji koriste antidepresivi iz različitih skupina (npr. selektivni inhibitori ponovne pohrane serotonina (SSRI) i inhibitori monoaminooksidaze (MAOI).